# Boñar
Boñar es un municipio y villa española de la provincia de León, en la comunidad autónoma de Castilla y León. Cuenta con una población de 1766 habitantes (INE 2024). En su término municipal se encuentra el embalse del Porma.

## Geografía

### Clima
Boñar tiene un clima de tipo Csb (templado de verano seco y fresco) en la frontera con un clima Cfb (templado sin estación seca) según la clasificación climática de Köppen.
| Parámetros climáticos promedio de Boñar en el periodo 1961-2003 | Parámetros climáticos promedio de Boñar en el periodo 1961-2003 | Parámetros climáticos promedio de Boñar en el periodo 1961-2003 | Parámetros climáticos promedio de Boñar en el periodo 1961-2003 | Parámetros climáticos promedio de Boñar en el periodo 1961-2003 | Parámetros climáticos promedio de Boñar en el periodo 1961-2003 | Parámetros climáticos promedio de Boñar en el periodo 1961-2003 | Parámetros climáticos promedio de Boñar en el periodo 1961-2003 | Parámetros climáticos promedio de Boñar en el periodo 1961-2003 | Parámetros climáticos promedio de Boñar en el periodo 1961-2003 | Parámetros climáticos promedio de Boñar en el periodo 1961-2003 | Parámetros climáticos promedio de Boñar en el periodo 1961-2003 | Parámetros climáticos promedio de Boñar en el periodo 1961-2003 | Parámetros climáticos promedio de Boñar en el periodo 1961-2003 |
| Mes                                                             | Ene.                                                            | Feb.                                                            | Mar.                                                            | Abr.                                                            | May.                                                            | Jun.                                                            | Jul.                                                            | Ago.                                                            | Sep.                                                            | Oct.                                                            | Nov.                                                            | Dic.                                                            | Anual                                                           |
| --------------------------------------------------------------- | --------------------------------------------------------------- | --------------------------------------------------------------- | --------------------------------------------------------------- | --------------------------------------------------------------- | --------------------------------------------------------------- | --------------------------------------------------------------- | --------------------------------------------------------------- | --------------------------------------------------------------- | --------------------------------------------------------------- | --------------------------------------------------------------- | --------------------------------------------------------------- | --------------------------------------------------------------- | --------------------------------------------------------------- |
| Temp. media (°C)                                                | 2.2                                                             | 3.6                                                             | 6.1                                                             | 7.7                                                             | 11.2                                                            | 15.4                                                            | 18.6                                                            | 18.2                                                            | 15.1                                                            | 10.5                                                            | 5.8                                                             | 3.1                                                             | 9.8                                                             |
| Precipitación total (mm)                                        | 123.0                                                           | 93.4                                                            | 68.1                                                            | 80.1                                                            | 85.0                                                            | 52.5                                                            | 32.8                                                            | 28.3                                                            | 63.3                                                            | 100.2                                                           | 116.7                                                           | 117.3                                                           | 960.7                                                           |
| [cita requerida]                                                |                                                                 |                                                                 |                                                                 |                                                                 |                                                                 |                                                                 |                                                                 |                                                                 |                                                                 |                                                                 |                                                                 |                                                                 |                                                                 |

## Naturaleza
Parte del territorio municipal se incluye en el Parque regional Montaña de Riaño y Mampodre, en las estibaciones sur de los Picos de Europa. En la parte boñaresa del citado parque, que se constituye como Zona de Especial Protección para las Aves (ZEPA) y Lugar de Importancia Comunitaria (LIC), se pueden encontrar especies diversas, tanto vegetales como animales tales como el pino, el roble, el chopo, el acebo, el buitre, el águila, el ciervo, el corzo, el jabalí, el lobo, el oso, la trucha, la ardilla, y el urogallo.

## Demografía
Cuenta con una población de 1766 habitantes (INE 2024).
| Gráfica de evolución demográfica de Boñar entre 1842 y 2021 |
| |
| Población de derecho según los censos de población del INE Población de hecho según los censos de población del INE En 1967 crece el término del municipio porque incorpora a Vegamián. |

## Comunicaciones
Carreteras
Boñar se encuentra en el eje subcantábrico CL-626, que ha sido mejorado a su paso por Boñar con la construcción de una variante. Boñar es origen también de las carreteras CL-624 y LE-331 y el principal núcleo de población en la entrada desde la meseta a la estación de esquí de San Isidro.
Ferrocarril
Boñar tiene una estación de la R.A.M. (antigua Feve) y un apeadero en Barrio de las Ollas, en el trazado de la línea de La Robla - Bilbao.

## Administración y política

### Administración municipal
La administración política del municipio se realiza a través de un ayuntamiento de gestión democrática, cuyos componentes se eligen cada cuatro años por sufragio universal. El censo electoral está compuesto por todos los residentes empadronados en Boñar, mayores de 18 años y con nacionalidad de cualquiera de los países miembros de la Unión Europea. Según lo dispuesto en la Ley del Régimen Electoral General, que establece el número de concejales elegibles en función de la población del municipio, la corporación municipal está formada por nueve ediles.
| Partido político                          | 1979    | 1979       | 1983    | 1983       | 1987    | 1987       | 1991    | 1991       | 1995    | 1995       | 1999    | 1999       |
| Partido político                          | % votos | concejales | % votos | concejales | % votos | concejales | % votos | concejales | % votos | concejales | % votos | concejales |
| Partido Socialista Obrero Español (PSOE)  | 41,49   | 5          | 33,39   | 4          | 36,94   | 4          | 41,16   | 5          | 24,66   | 3          | 20,62   | 2          |
| Unión de Centro Democrático (UCD)         | 39,92   | 4          | -       | -          | -       | -          | -       | -          | -       | -          | -       | -          |
| Coalición Democrática (CD)                | 9,79    | 1          | -       | -          | -       | -          | -       | -          | -       | -          | -       | -          |
| Partido del Trabajo de España (PTE)       | 8,80    | 1          | -       | -          | -       | -          | -       | -          | -       | -          | -       | -          |
| Partido Popular (PP)                      | -       | -          | 24,82   | 3          | 37,68   | 5          | 41,16   | 5          | 37,59   | 6          | 28,33   | 4          |
| Centro Democrático y Social (CDS)         | -       | -          | 18,59   | 2          | 14,23   | 1          | 3,27    | -          | -       | -          | -       | -          |
| Independientes (INDEP)                    | -       | -          | 23,20   | 2          | -       | -          | -       | -          | -       | -          | -       | -          |
| Izquierda Unida (IU)                      | -       | -          | -       | -          | 10,47   | 1          | 12,84   | 1          | 12,22   | 1          | 12,97   | 1          |
| Candidatura Independiente Pardomino (CIP) | -       | -          | -       | -          | -       | -          | -       | -          | 9,55    | 1          | -       | -          |
| Agrupación de Electores de Boñar (AEB)    | -       | -          | -       | -          | -       | -          | -       | -          | 6,22    | -          | -       | -          |
| Agrupación Independiente de Boñar (AIBO)  | -       | -          | -       | -          | -       | -          | -       | -          | 4,80    | -          | -       | -          |
| Unión del Pueblo Leonés (UPL)             | -       | -          | -       | -          | -       | -          | -       | -          | 4,15    | -          | 11,92   | 1          |
| Agrupación Independiente por Boñar (AI-B) | -       | -          | -       | -          | -       | -          | -       | -          | -       | -          | 24,94   | 3          |

| Partido político                                  | 2003    | 2003       | 2007    | 2007       | 2011    | 2011       | 2015    | 2015       | 2019    | 2019       |
| Partido político                                  | % votos | concejales | % votos | concejales | % votos | concejales | % votos | concejales | % votos | concejales |
| Partido Popular (PP)                              | 24,89   | 3          | 27,90   | 3          | 26,32   | 3          | 29,92   | 3          | 30,91   | 3          |
| Ciudadanos Independientes Unidos Leoneses (CIULE) | 24,58   | 3          | -       | -          | -       | -          | -       | -          | -       | -          |
| Partido Socialista Obrero Español (PSOE)          | 21,80   | 2          | 32,18   | 4          | 33,68   | 4          | 41,17   | 4          | 33,25   | 4          |
| Izquierda Unida (IU)                              | 18,16   | 2          | 11,07   | 1          | 11,10   | 1          | 15,89   | 1          | 17,11   | 2          |
| Unión del Pueblo Leonés (UPL)                     | 9,51    | 1          | 25,25   | 3          | 23,09   | 3          | 12,00   | 1          | 4,84    | -          |
| Izquierda Republicana (IR)                        | -       | -          | 2,04    | -          | -       | -          | -       | -          | -       | -          |
| Unión Progreso y Democracia (UPyD)                | -       | -          | -       | -          | 4,56    | -          | -       | -          | -       | -          |
| Ciudadanos (Cs)                                   | -       | -          | -       | -          | -       | -          | -       | -          | 5,81    | -          |
| Grupo Independiente Por Boñar (GIPB)              | -       | -          | -       | -          | -       | -          | -       | -          | 5,17    | -          |
| Vox                                               | -       | -          |         | -          | -       | -          | -       | -          | 2,34    | -          |

### División administrativa
En el municipio, además de la cabecera, se encuentran las localidades de Adrados, Barrio de las Ollas, Las Bodas, Cerecedo, Colle, Felechas, Grandoso, Llama, Orones, Oville, Poblado del Pantano del Porma, Remellán, Rucayo, Valdecastillo, Valdehuesa, Veneros, Vozmediano y Voznuevo.
Hay tres pueblos que son entidades locales menores (gobernadas de forma autónoma por las Juntas Vecinales): Orones, Rucayo y Valdehuesa, que administran los bienes de cada pueblo y convocan los concejos para tratar distintos asuntos.

## Historia
Así se describe Boñar a mediados del siglo XIX en el Diccionario que elaboró el por entonces ministro de hacienda Pascual Madoz:

BOÑAR: antigua jurisdicción en la provincia de León, partido judicial de La Vecilla; compuesta de los pueblos de Boñar, Barrio de las Ollas, Busdongo, Candanedo, Isoba, Oville, Palazuelo, Vegaquemada, Veneros y Cerecedo, para los que nombraba alcalde mayor y juez ordinario el Sr. Marqués de Toral.

BOÑAR: villa en la provincia y diócesis de León, partido judicial de La Vecilla, audiencia territorial y capitanía general de Valladolid: es cabeza del ayuntamiento de su nombre compuesto de los pueblos de Adrados, Barrio de Ollas, Bodas (las), Boñar, Cerecedo, Colle, Felechas, Grandoso, Llama, Ubille, Valdecastillo, Vega de Boñar (la), Veneros, Vozmediano y Voznuevo: SITUADO en la carretera que desde León conduce a Ribadesella, y a orillas del río Porma; con CLIMA frío y de muchas nieves, por lo cual sus moradores gastan zapatos de madera que llaman almadreñas. Tiene sobre 170 casas; iglesia parroquial (San Pedro Apóstol) con el anejo de Vega Real, servida por un cura cuya presentación es del Sr. Marqués de Astorga, y buenas y abundantes aguas potables que aprovechan los vecinos para su consumo doméstico y otros usos. Confina N. Cerecedo; E. las Bodas; S. Vega Real, y O. Barrio de las Ollas, a la distancia de 1/4 de legua, escepto Vega Real que dista 1/2. En su término nace una fuente de aguas medicinales que se usan en baño; está en la falda de un monte llamado Salon, con esposicion al Norte; sus virtudes especiales son para el mal de orina y dolores cólicos; otra ferruginosa se encuentra a la falda de una montaña a cuya parte Sur está la población. El TERRENO es de regular calidad, fertilizándolo (como la mayor parte de los pueblos del valle por las aguas del río Curueño o Boñar. Los montes están poblados de chopos, buenas para maderas de construción. PRODUCE: muchos cereales, legúmbres, linos, hortaliza, patatas y buenas frutas; cría ganados, caza y pesca, INDUSTRIA Y COMERCIO: hay tiendas de paños toscos, de ordinarios y algunas de finos. de telas, de quincalla y de zapatos, que traen de Asturias y León; construcción de almadreñas, instrumentos de hierro y de otras clases. Celebra un mercado el lunes de cada semana, al que concurre mucho ganado vacuno y algun lanar y de cerda, siendo este y los granos los principales artículos de comercio. También se celebra una feria anual en 29 de junio, en la que los labradores se proveen de yugos, palas, rastros y otros enseres precisos para la labranza, como igualmente de los granos, tocino y demás que necesitan. POBLACIÓN de todo el ayuntamiento 367 vecinos, 1654 almas. CAPITAL PROD.: 3506,892 rs IMPONIBLE: 186,138. CONTRIBUCIÓN: 29153 rs. 29 mrs.

## Cultura

### Patrimonio
Iglesia de San Pedro de Boñar (siglo XVII)
El marqués de Astorga, contribuyó a su construcción y regaló a la villa el reloj de la torre en 1861. Hoy en día lo cuida y arregla el mismo relojero que se encarga del mantenimiento del reloj de la Puerta del Sol de Madrid, siendo trasladado en ocasiones hasta allí para una mejor reparación en caso de estropearse. La iglesia de noche plasma desde fuera las bonitas vidrieras iluminadas por los focos del interior, en ese interior también hay diversas figuras religiosas de gran interés.
Maragato
Figura humana de madera situada en la torre de la Iglesia de San Pedro junto a las campanas, haciendo el efecto de tocarlas y hacerlas sonar. Fue creado por un carpintero de la villa, Desiderio Cañón. La figura original se halla hoy custodiada en una vitrina en el pórtico del templo, mientras que una réplica moderna ocupa su lugar en el campanario.
Negrillón
Este tronco de árbol, pese a estar los últimos años muerto y seco, es el símbolo de la Villa de Boñar. Bien conservados sus restos hasta su derrumbamiento en la plaza de su mismo nombre, es decir, en la plaza del Negrillón, la historia del mismo parece arrancar en el siglo XVI. Gracias a las podas y los cuidados llegó a ser alto y robusto. En los años setenta, la grafiosis se pone de manifiesto en la península ibérica atancándole; a pesar de que se le aplicaron diversos tratamientos curativos vía radicular, no se logró su recuperación, quedando el tronco un par de ramas anchas. El 5 de enero de 2016 Boñar pierde un símbolo, el árbol cae al suelo.
Puente Viejo
Otro lugar que merece la pena visitar. Sobre el río Porma, no se sabe la fecha exacta en que se construyó pero las primeras referencias que se conocen son del siglo XIII.
El caño
Mítica fuente de dos grifos rematada con un bonito adorno en el centro de la plaza, junto a la iglesia, su reloj, el maragato y el negrillón.
Las Caldas
Dos fuentes mineromedicinales de agua de alta temperatura, unos 20-23 °C todo el año, separadas unos metros en la que en una de ellas una inscripción allí expuesta hecha en una placa de piedra constata que la fuente fue construida en la época de los romanos por Alexio Aquilego, probablemente para ser usadas como balneario por los propios romanos.
El análisis más antiguo de las aguas lo practicó Gómez de Bedoya a mediados del siglo XVIII, ya apuntó entre otras virtudes la de «mover poderosamente la orina, no menos el sudor y moderadamente el vientre». Aunque fue en 1905 cuando se publicó el primer análisis riguroso por el catedrático Jose R. Carracido, y a la vista de sus componentes las calificó como bicarbonatado-sódico-cálcicas-nitrogenadas, oligometálicas y termales.
Fuente de la Salud
Otra fuente mineromedicinal que se sitúa cerca de las Caldas.
Plaza de San Ignacio
Lugar donde un arco y una inscripción árabe recuerdan el paso de los musulmanes por el lugar, donde estaba EL ALFOLÍ, derruido a finales de los noventa.
Finca de Luis Alfonso (s. XVIII)
Casa solariega (levantada sobre los restos de una anterior medieval) situada frente a la Plaza del Negrillón y restaurada en 1974 por su propietario Luis Alfonso Rodríguez Martínez, alcalde e industrial que fue de esta villa, y que actualmente conservan sus herederos. Destacan en su fachada los escudos familiares blasonados y el del Reino de León.
Sillería del Pontón
Otro bonito puente de piedra, este en el centro de la villa, frente al Ayuntamiento, sobre al arroyo del Arbejal.
Ermita de San Roque
Se comenzó a construir en 1766 y aun hoy se conserva fruto de la devoción a San Roque. Se encuentra a la entrada de la villa.
Cerca de Boñar, en otros pueblos del municipio, se encuentran monumentos como los Hórreos de Felechas y el singular hórreo de Las bodas.

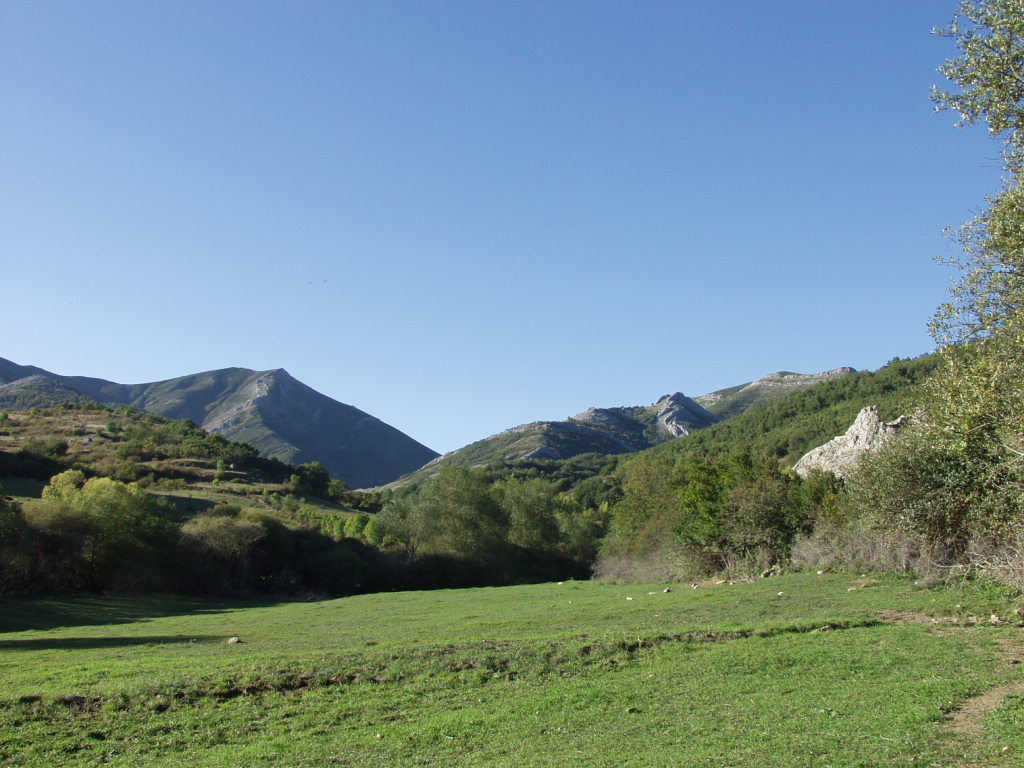
En el entorno del pantano de Vegamián, cerca de Rucayo
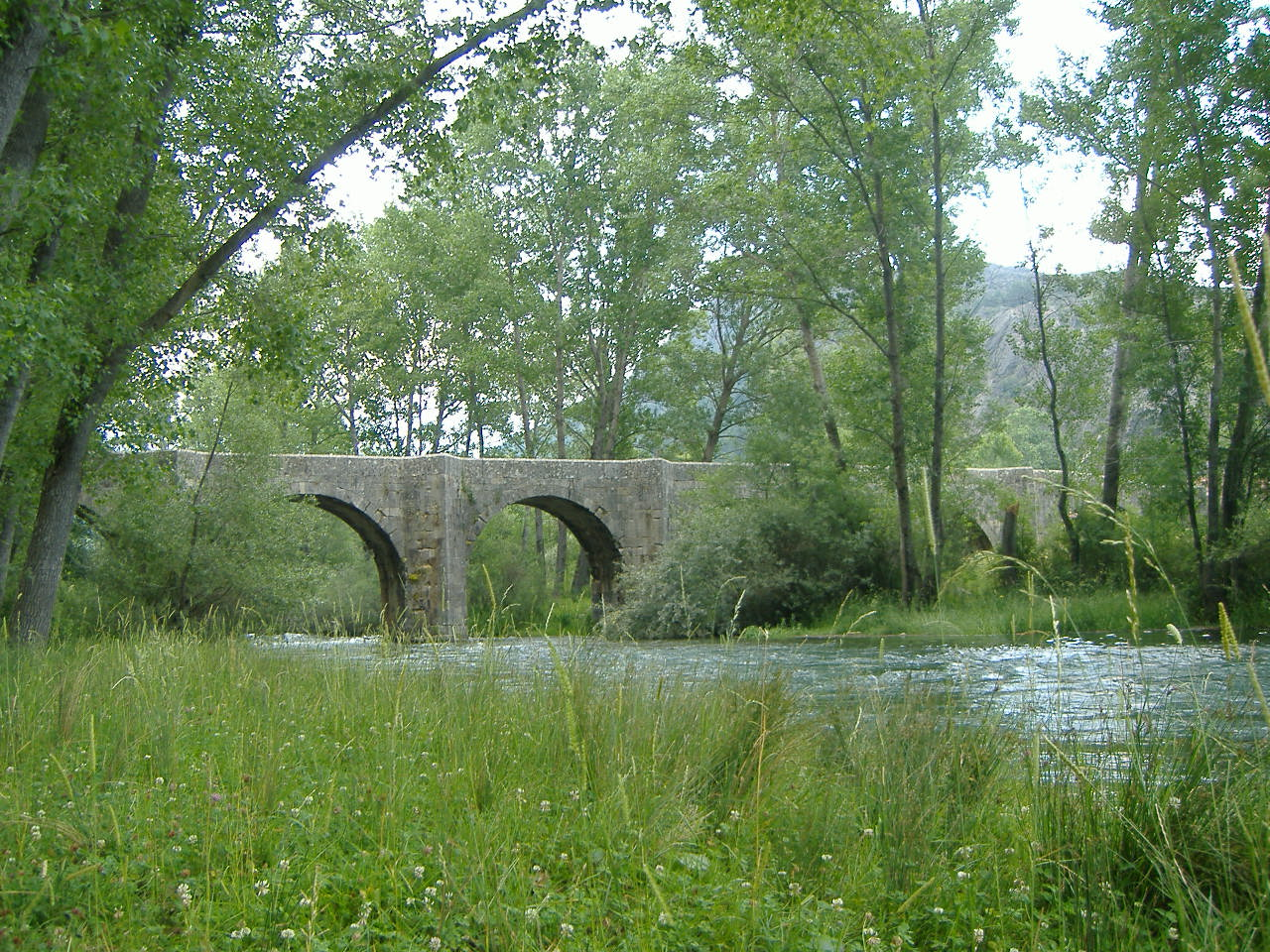
Puente Viejo sobre el río Porma, a su paso por Boñar
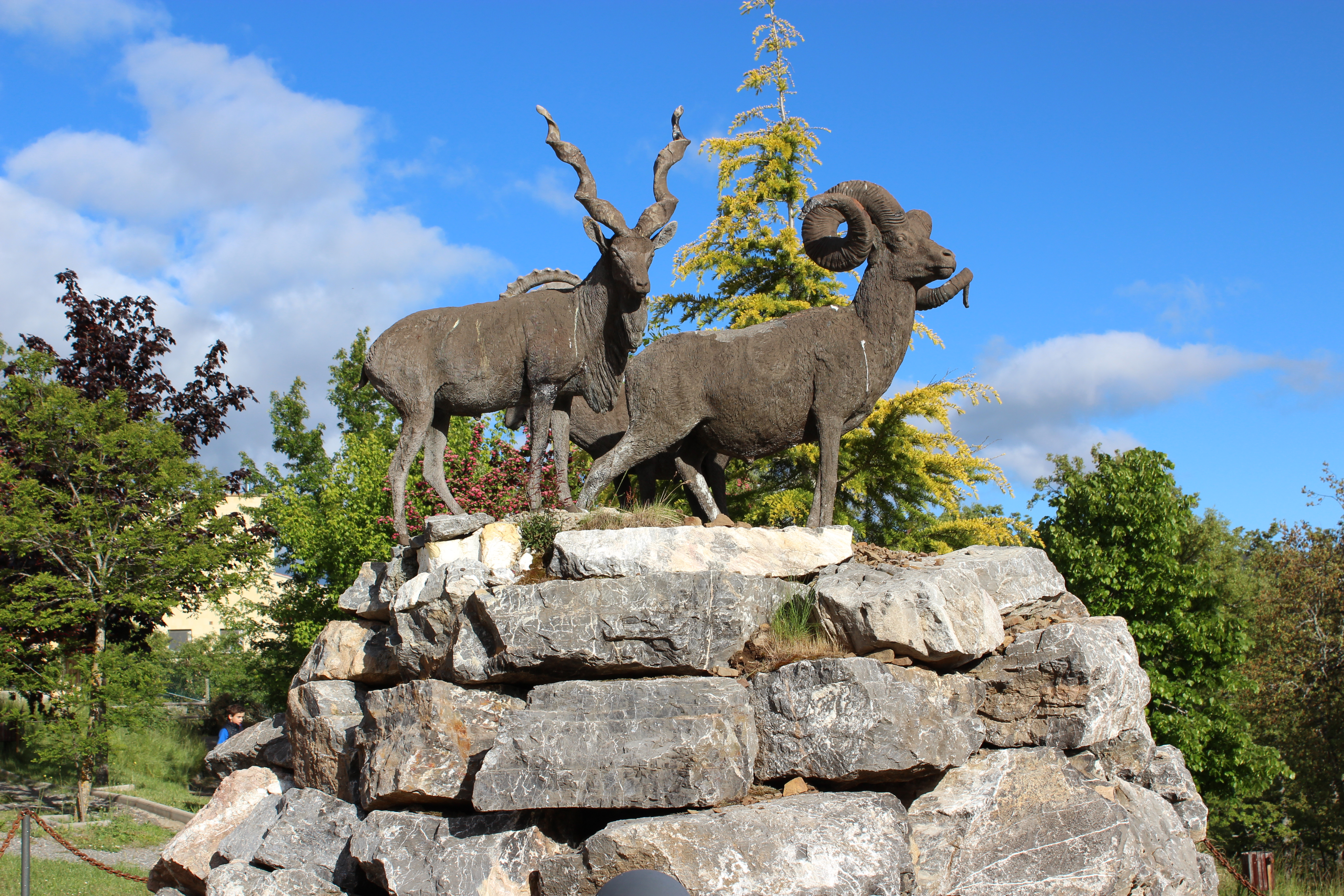
Museo de la Fauna Salvaje
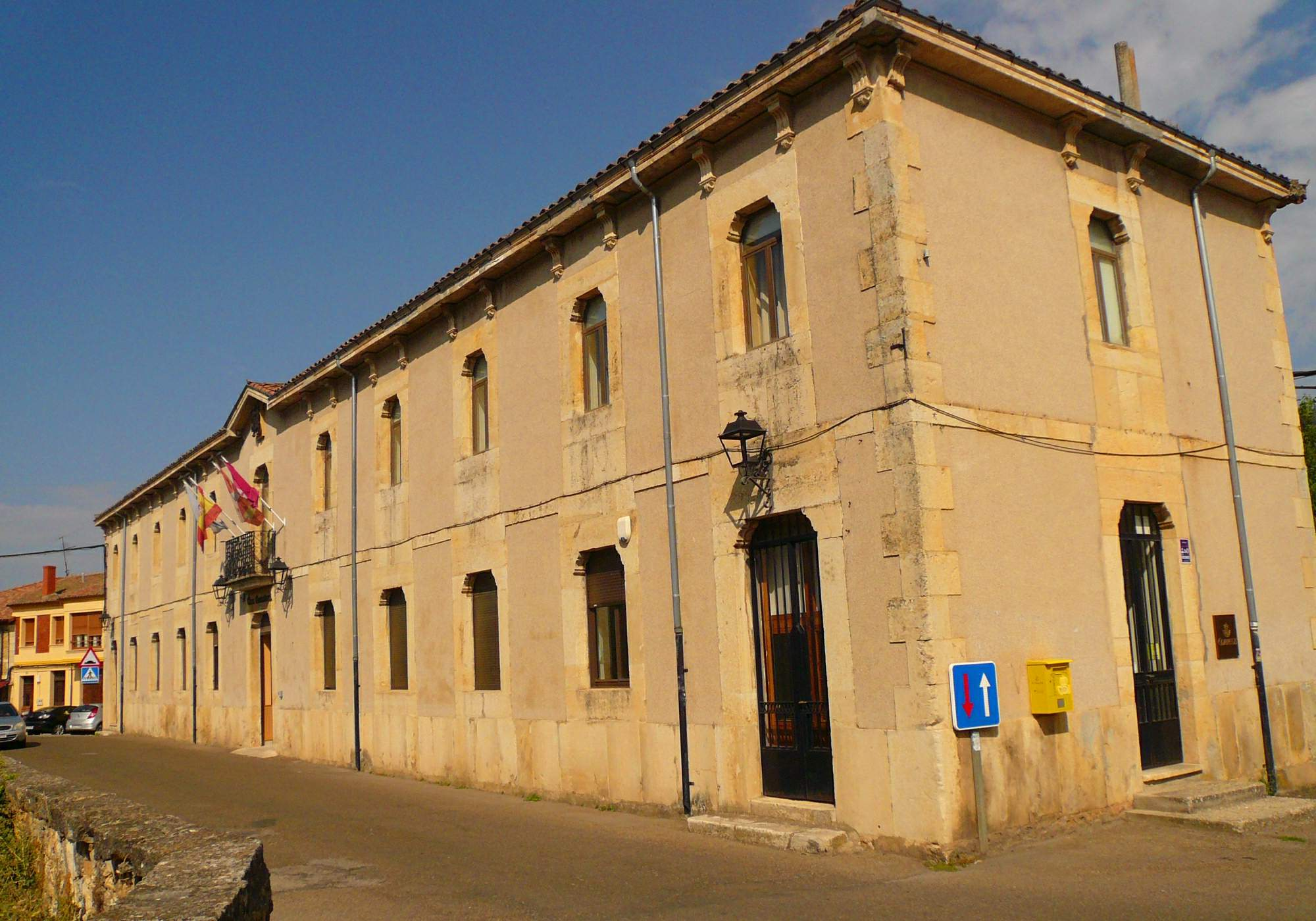
Casa consistorial
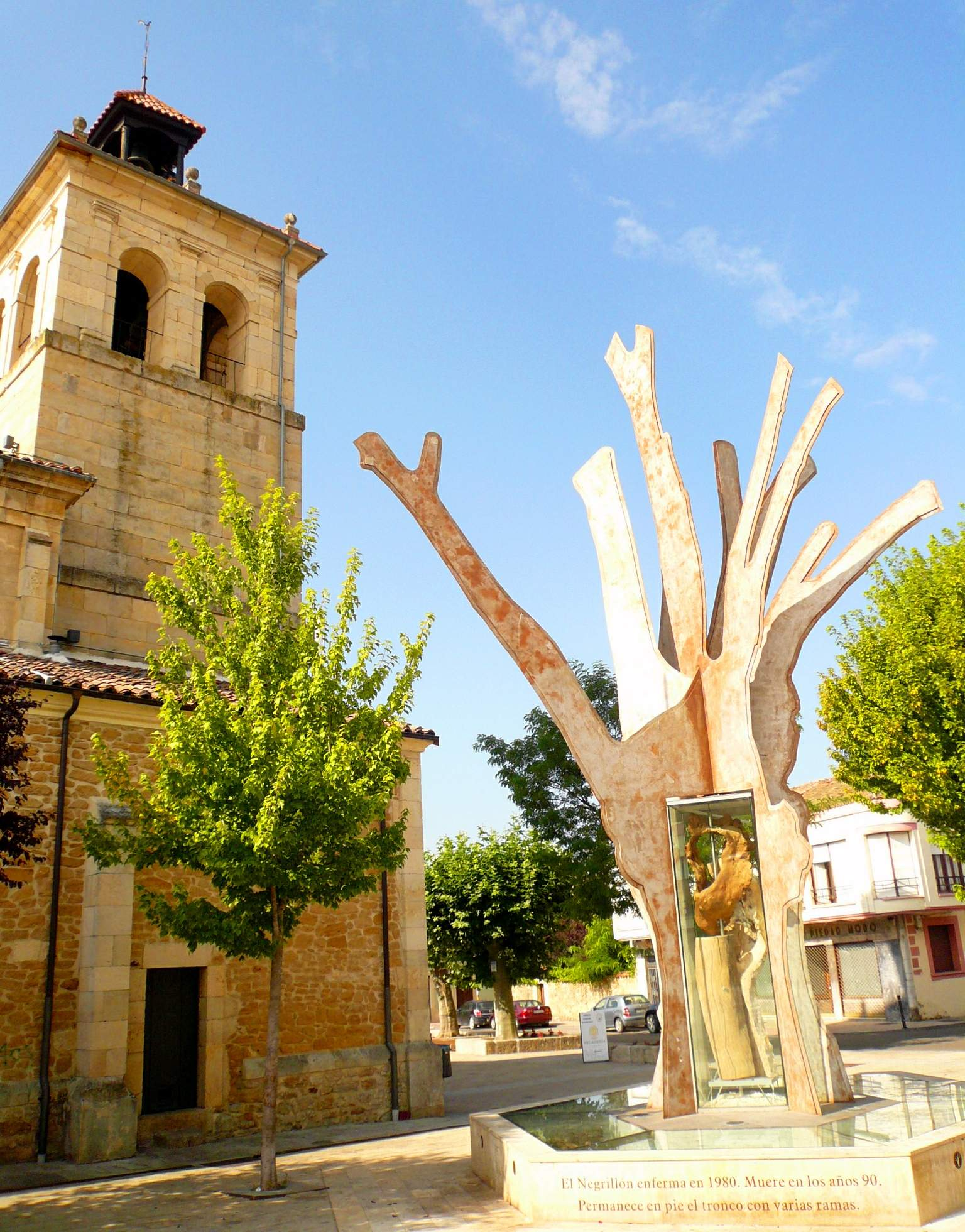
Iglesia de San Pedro y El Negrillón
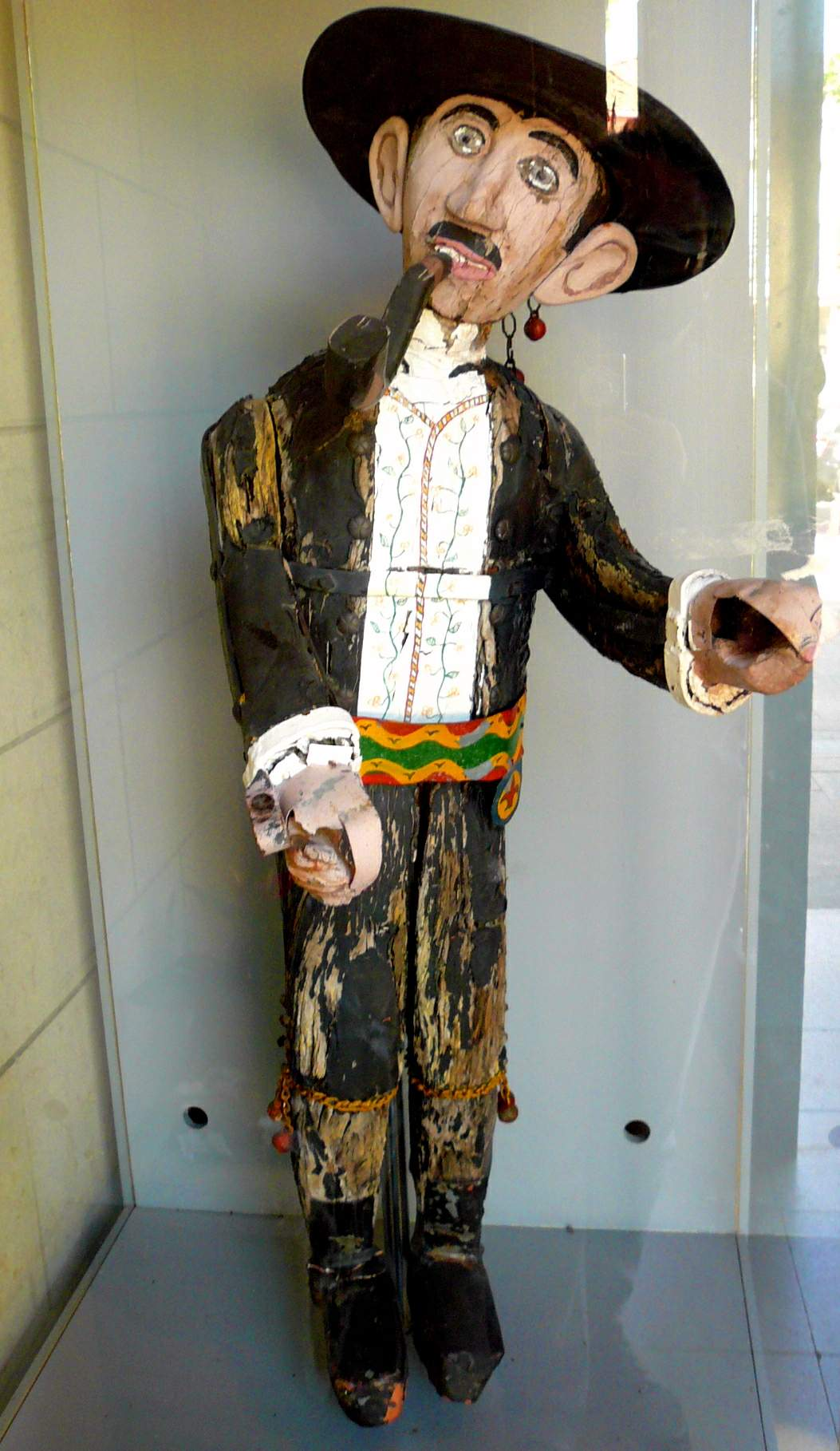
El Maragato
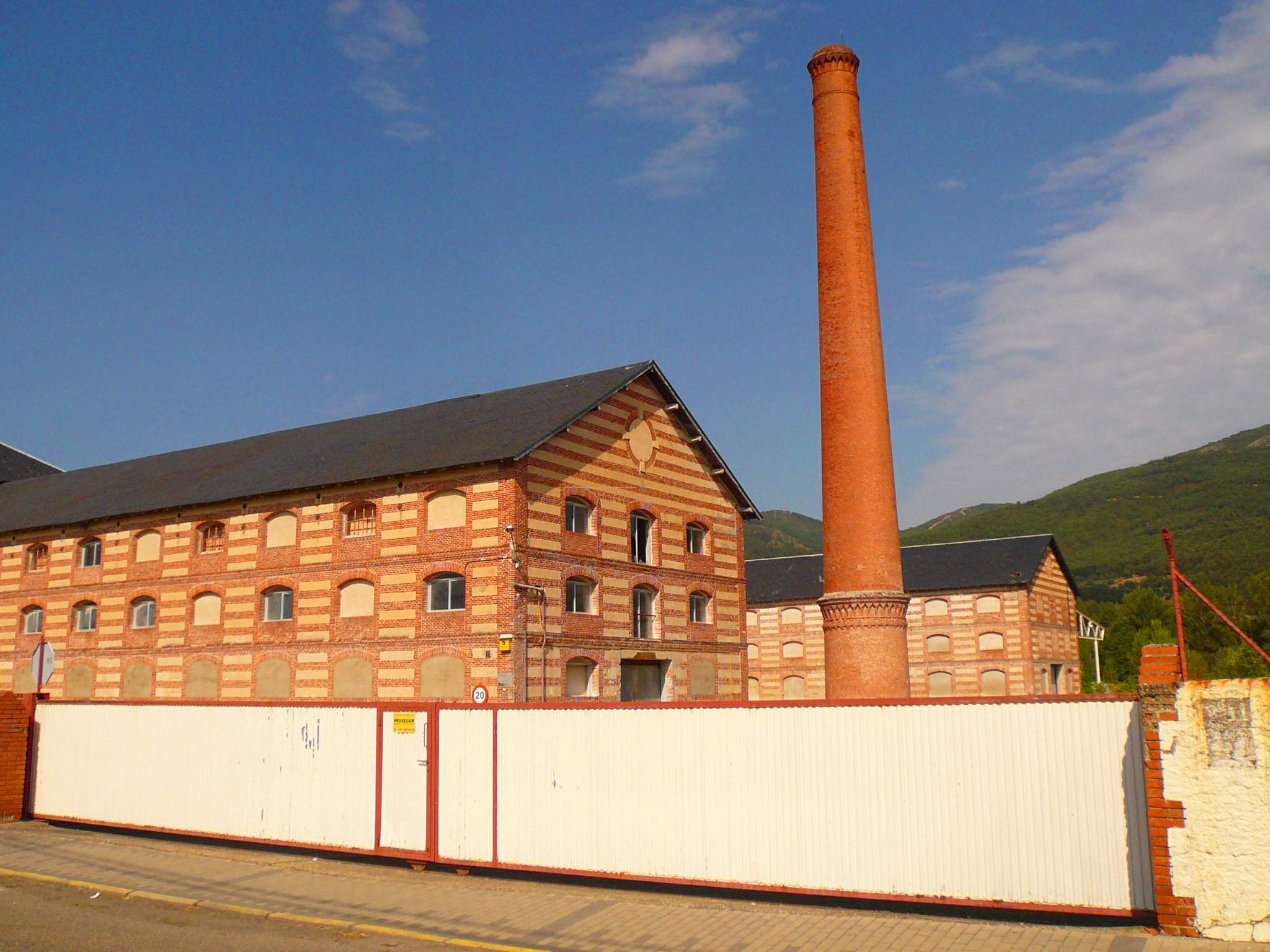
Antigua Fábrica de Talcos
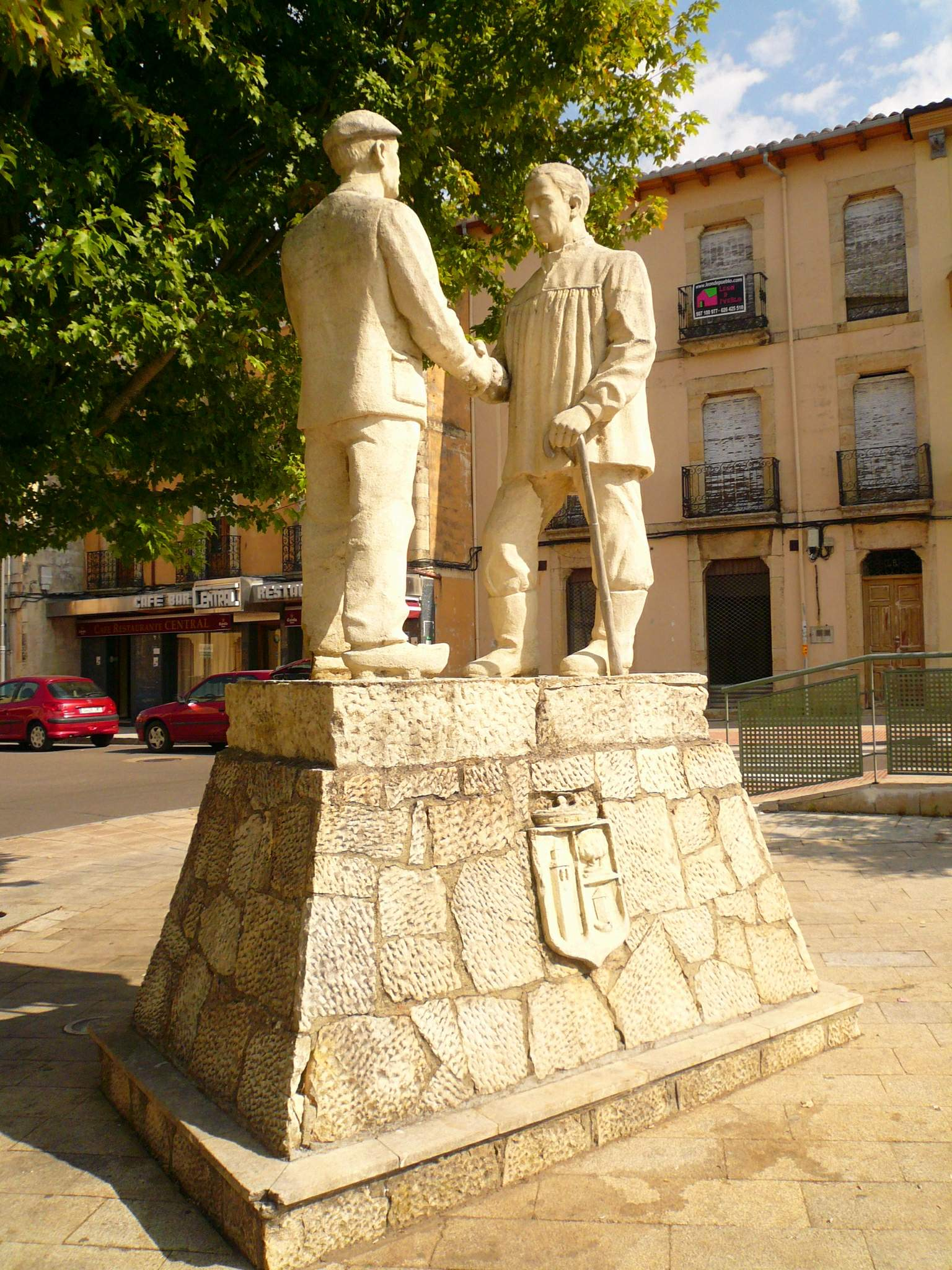
Monumento al Ganadero

### Festividades
- 29 de junio – San Pedro Apóstol
- 16 de agosto – San Roque.
- 12 de octubre – Feria de la Virgen del Pilar

### Tradiciones
- Folclore: Jota de Boñar
- Tradiciones religiosas: Semana Santa de Boñar, La Pastorada
- Deportes autóctonos leoneses: Lucha leonesa, Juego de bolos

### Gastronomía
Carnes, embutidos, quesos y postres como los Nicanores de Boñar, la Tarta de truchas o los Cravates.